# Clonare moleculară
Clonarea moleculară se referă la procedura de izolare a unei anumite secvențe ADN și obținerea mai multor copii ale acesteia in vitro. Clonarea este frecvent folosită pentru amplificarea secvențelor ADN ce conțin gene, dar poate fi folosită și pentru amplificarea oricărei secvențe ADN cum ar fi promotorii, secvențe necodate și secvențe aleatoare ale ADN. 
Este folosită într-o largă varietate de experimente în biologie precum și o serie de aplicații practice cum ar fi producerea pe scară largă a proteinelor. Uneori termenul este greșit utilizat ca referindu-se la identificarea locației cromozomilor unei gene cu un anume fenotip, precum "positional cloning". În practică localizarea unei gene la un anumit cromozom sau regiune genomică nu permite neapărat izolarea sau amplificarea secventei genomice relevante.
În esență, pentru a amplifica o secvență ADN într-un organism viu acea secvență trebuie să fie legată de originea replicării, un element al secventei capabil să direcționeze propagarea ei însăși și a tuturor celor conectate de ea. În practică totuși, un număr de alte elemente sunt dorite și există o varietate de vectori care permit expresii proteice, marcarea, producerea de ARN și ADN de sine stătători.